# Karl Lehmann
Karl Lehmann (n. 16 mai 1936, Sigmaringen, Germania Nazistă – d. 11 martie 2018, Mainz, Germania) a fost un cardinal german, episcop al Diecezei de Mainz între 1983-2016. Între 1987-2008 a fost președinte al Conferinței Episcopale Germane (Deutsche Bischofskonferenz).
În data de 28 aprilie 2004 i-a fost conferit titlul de doctor honoris causa al Universității Alexandru Ioan Cuza din Iași, la propunerea Facultății de Teologie Ortodoxă. Cu o zi înainte, pe 27 aprilie 2004, a avut o întrevedere cu patriarhul Teoctist, care i-a mulțumit pentru susținerea financiară și morală a traducerii și publicării în limba germană a operei lui Dumitru Stăniloae.
Cardinalul Lehmann a fost membru al Congregației pentru Bisericile Orientale.